# Birken-Eulenspinner

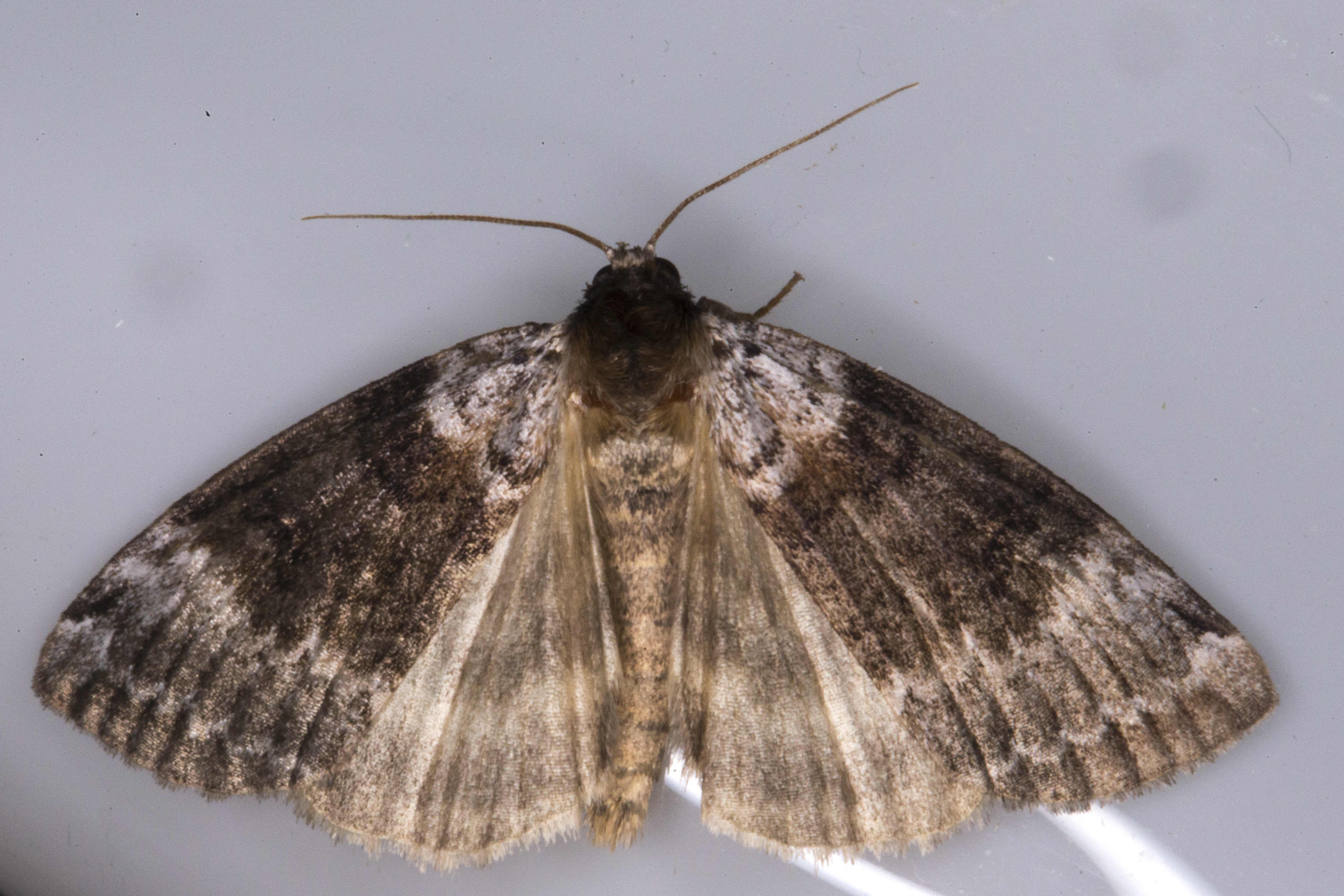
Birken-Eulenspinner (Tetheella fluctuosa)

Der Birken-Eulenspinner (Tetheella fluctuosa) ist ein Schmetterling aus der Familie der Eulenspinner und Sichelflügler (Drepanidae).

## Merkmale
Die Falter erreichen eine Flügelspannweite von 35 bis 38 Millimetern. Sie weisen einen relativ schmächtigen Körperbau auf. Die Vorderflügel sind angegraut weiß und werden von einem dicken dunklen Querband geprägt. Die Hinterflügel sind wiederum weiß und haben graue Bänder.
Die Raupen sind graugrün oder beige-grau gefärbt. Auf der Unterseite sind sie heller. Sie sind mit kleinen weißen Punkten überall und an den Seiten vom Rücken mit größeren schwarzen Punkten gesprenkelt.

## Vorkommen
Die Birken-Eulenspinner sind insbesondere in Mitteleuropa, den südlichen Teilen Skandinavien und der Britischen Inseln anzutreffen. Östlich treten sie bis Japan auf. Ihr bevorzugter Lebensraum sind lichte Birkenwälder der leichten Berglage, woraus sich auch ihr Name erklärt. Aber auch in an solche Wälder angrenzenden Mooren fühlen sich die Falter wohl.

## Lebensweise

### Flug- und Raupenzeiten
Die Falter fliegen in einer Generation von Anfang Juni bis Anfang August. In günstigen Jahren kann sich auch eine zweite Generation ausbilden. Die Raupen findet man von August bis September.

### Nahrung der Raupen
Die Raupen ernähren sich monophag von Birken (Betula).

## Entwicklung
Die Weibchen legen ihre hellgrünen Eier auf die Zacken am Rand der Oberseite der Birkenblätter. Die Raupen leben zwischen zusammengesponnenen Blättern und verpuppen sich in einem Gespinst am Boden oder in der Erde, bevor sie überwintern.